# Kövesláz
Kövesláz vagy Ferencvölgye, 1901-ig Ferencvölgy (románul: Piatra, Cheveșla, Valea lui Francisc vagy Huta, ukránul: Кaмeницa, németül: Franzenthal) falu Romániában, Máramaros megyében, a történeti Máramarosban.

## Fekvése
Máramarosszigettől 33 kilométerre északnyugatra, a Románia és Ukrajna között határfolyót képező Tisza partján, a megye északnyugati szögletében fekszik. Szatmár megyétől az 587 méteres Huta-hágó választja el.

## Nevének eredete
A Kövesláz a település létrejötte előtt Técső határneve volt. A szláv eredetű láz szó 'tisztás'-t, 'irtás'-t jelent. Román nevének jelentése 'kő'. A Ferencvölgy, később Ferencvölgye nevet I. Ferencről kapta.

## Története
A település az 1811-ben alapított üveggyár mellett alakult ki, amely kezdetben savanyúvizes palackokat és poharakat gyártott a visk-várhegyi fürdő és lombikokat a nagybányai „próbaház” számára. Ries János Ferenc felügyelő idején, aki úrilakot építtetett és díszkertet létesített itt magának, a gyár előbb lehanyatlott, majd 1839 után megszűnt.
1848 őszén a horvát nemzetiségű, magyarul alig beszélő Rapaics Dániel honvédőrnagy öt lőpormalmot állított fel és vezetőjükké Mózer Vilmost nevezte ki. A telepet a tiszteletére később egy ideig Rapaics-völgynek is nevezték.
Az üveggyártás 1854-ben indult újra. 1857-től tulajdonosa, Rényi József német anyanyelvű munkásokat telepített le. A gyár 1858 és 61 között tükröt, kristályt, csehüveget, színes üveget és ablaküveget is gyártott. Az 1860-as években, a korábbi lőpormalmok helyén furnérgyár is működött. Az üveggyárnak 1867-ben tizenkét üvegfúvó, harminc hamuégető, rajtuk kívül fahordók, fuvarosok, favágók és faúsztatók dolgoztak. Rényi Józsefné 1868-ban magyar tannyelvű iskolát létesített az üveggyári munkások gyermekeinek. 1874 után cementgyárat alapítottak. Az üveggyárnak 1893–94 telén ötven munkása volt.
A települést 1902-ben Técsőhöz csatolták. 1920-ban, az új határok meghúzásával Técső Csehszlovákia része lett, míg a Tisza bal parti külterületei, Ferencvölgye és Kövesláz Romániához kerültek. Utóbbiak 1956-ig Kistécsőhöz tartoztak, és csak azóta képeznek önálló falut. Az üveggyár az 1990-es években tönkrement és megszűnt. A Rózsafüzér királynőjének szentelt római katolikus kápolnáját egy magánházból alakították át.
1838-ban 134 római katolikus és 81 görögkatolikus vallású lakosa volt.
1900-ban 299 lakosából 157 vallotta magát német, 70 magyar, 39 román, 28 ruszin és 4 szlovák anyanyelvűnek. 26%-uk tudott írni és olvasni; a nem magyar anyanyelvűek 48%-a beszélt magyarul. Felekezetükre nézve 159 fő volt római, 64 görögkatolikus, 43 zsidó és 32 református.
2002-ben 415 lakosából 238 vallotta magát magyar, 135 román, 42 ukrán nemzetiségűnek; 190 római katolikus, 131 ortodox, 73 görögkatolikus, 10 református és 8 pünkösdista vallásúnak.

## Híres emberek
- Itt született 1868-ban Irsy József latin műfordító.